# 塩冶村
塩冶村（えんやむら）は、島根県簸川郡にあった村。現在の出雲市上塩冶町、天神町、塩冶町にあたる。

## 地理
- 河川：神戸川[1]

## 歴史
- 1889年（明治22年）4月1日、町村制の施行により、神門郡下塩冶村、上塩冶村、天神村が合併して村制施行し、塩冶村が発足[1][2]。
- 1896年（明治29年）4月1日、郡の統合により簸川郡に所属[2]。
- 1907年（明治40年）県立農事試験場開設[1]。
- 1912年（明治45年）県立蚕業試験場開設[1]。
- 1920年（大正9年）産業組合設立[1]。
- 1923年（大正12年）郡是製糸（グンゼ）今市工場を誘致[1]。
- 1933年（昭和8年）県繭検定所開設[1]。
- 1941年（昭和16年）2月11日、簸川郡今市町、古志村、高松村、高浜村、四纏村、川跡村、大津村、鳶巣村と合併して出雲町を新設し廃止された[1][2]。

### 地名の由来
古代から中世の塩冶郷にちなむ。

## 産業
- 農業、養蚕[1]。